# طاهرية (فردوس)
طاهرية (بالفارسية: طاهریه) هي مستوطنة تقع في Howmeh Rural District في إيران. يقدر عدد سكانها بـ 292 نسمة .